# 吉田常三郎
吉田 常三郎（よしだ つねさぶろう、1843年（天保14年1月） - 1918年（大正7年）5月23日）は、明治から大正時代の政治家。銀行家。衆議院議員。岐阜県武儀郡吉田村長。

## 経歴
美濃国武儀郡吉田村（岐阜県武儀郡関町を経て現関市）出身。漢学を修める。
戸長、地租改正地価監定役、岐阜県会議員、武儀郡学務委員、郡書記、郡徴兵参事員、吉田村長、所得税調査委員、吉田村会議員となる。ほか、吉田倉庫銀行頭取、上有知銀行取締役を歴任した。
1894年（明治27年）9月の第4回衆議院議員総選挙では岐阜県第5区から出馬し当選。衆議院議員を1期務めた。